# Chiesa di San Marino (Crema)
La chiesa di San Marino era un luogo di culto cattolico di Crema, demolito nel 1889.

## Storia

### I primi secoli: gli umiliati

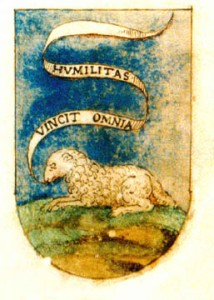
Lo stemma dell'ordine da un manoscritto dell'Estense di Modena.

La casa cremasca dell'ordine degli umiliati fu fondata nel 1189 da un gruppo di persone che la dedicarono a San Marino, lo scalpellino che fuggì sul Monte Titano perseguendo i principali ideali di questa congregazione, ossia il lavoro manuale e la libertà. Si trattava di laici i cui sessi dimoravano in luoghi separati ed uscivano la domenica per assistere alle funzioni religiose finché nei primi decenni del XIII secolo eressero la propria chiesa officiata da umiliati professi.
Ancora nel 1314 gli abitanti che occupavano il piccolo complesso religioso erano chiamati gli «Umiliati di Bagnolo», appellativo che fece dedurre a Monsignor Angelo Zavaglio una correlazione con la scomparsa del monastero di San Pietro di Ombriano; questa cella monastica di proprietà di San Paolo d'Argon aveva possedimenti anche a Bagnolo Cremasco e venne soppressa nell'anno 1155; sappiamo per certo che negli anni successivi questi terreni cambiarono varie proprietà finché vennero in possesso dai coniugi bagnolesi Visconte e Ottobona i quali subito li rivendettero a persone di Bagnolo e Vaiano per la somma di 119 lire imperiali. La tesi dello Zavaglio è che furono queste persone a cedere tutte o parte di queste proprietà per fondare la casa degli umiliati giusto due anni dopo, costituendone così una rendita e vivendo secondo regole di povertà, dedicandosi principalmente alla lavorazione della lana, abitando in due case attigue e separate per i due sessi. Un documento visto e citato dallo storico Pietro Terni, ora disperso e datato 1314, confermerebbe che a quell'anno si trattava ancora di un ordine laicale ove vivevano uomini e donne.
Nel 1345 le umiliate si trasferirono in Borgo San Pietro, probabilmente ottenendo parte dei possedimenti della precedente casa unica, e gli alloggi lasciati liberi furono occupati dalle monache clarisse che vi rimasero fino al 1449 quando si spostarono nel nuovo convento sito presso Porta Pianengo.
Risale al 1456 il tentativo delle tre comunità di Umiliati presenti a Crema (San Martino, Santi Giacomo e Filippo, San Marino) di unificarsi e per tale motivo stilarono una supplica a papa Callisto III ma la domanda non fu accolta.
È noto che le rendite degli umiliati di San Marino continuarono a provenire dal territorio di Bagnolo (secondo documenti del 1456 e 1463) e probabilmente non calarono nel XVI secolo, benché i religiosi professi gradualmente si stavano riducendo (160 in 94 case) andando incontro a forme di decadenza che portarono alla decisione di papa Pio V ad emettere una Bolla pontificia che nel 1571 soppresse l'ordine.

### Un periodo di avvicendamenti

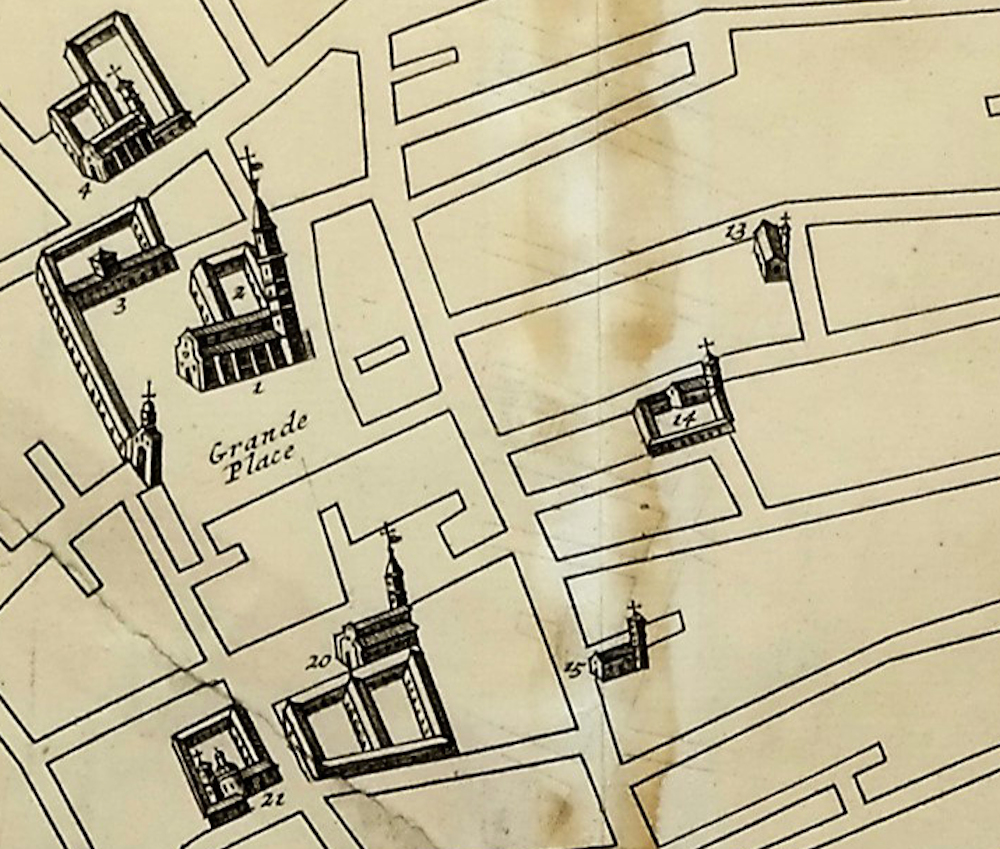
Pierre Mortier, Crema ou Crème, acquaforte, Amsterdam. 1708. Estratto del centro storico: il complesso di San Marino è identificato con il n. 14.

I possedimenti di San Marino, assieme ad un'altra casa, quella di San Martino, furono trasformati in beneficio semplice dei quali ne fu investito monsignor Gerolamo dei Conti Pozzi e di Porciglia. Alla fine del XVII secolo questo beneficio era composto da terreni per un'estensione di 304 pertiche siti a Pianengo, Sergnano, Ombriano e Santa Maria della Croce ove sorge tuttora un cascinale denominato San Marino.
Monsignor Pozzi concesse l'uso della casa e della chiesa ad una piccola comunità di gesuiti che vi si stabilirono nel 1603; tuttavia, vi rimasero per poco tempo: nel 1606 furono espulsi da Crema, come tutti i loro confratelli residenti nella Repubblica di Venezia, a seguito dei dissidi tra Venezia e papa Paolo V.
Deceduto il Pozzi gli succedette (1612) nel beneficio il vescovo titolare di Damasco monsignor Agostino Morosini il quale nel 1621 cedette la proprietà della casa e della chiesa agli osservanti di Sant'Agostino; quindi, l'ordine rivendette gli edifici al Monte di Pietà di Crema nel 1655.
Nel frattempo, il Gran Consiglio cittadino con Ducale datata 24 gennaio 1653 decideva di istituire due scuole pubbliche per insegnare grammatica e umanità di cui una ospitata nei locali di San Marino ed inaugurata il 21 maggio 1655 negli ambienti lasciati liberi dagli agostiniani; alla cerimonia presenziò il podestà Carlo Contarini.

### Gli anni dei barnabiti
Riscontrando poca partecipazione all'iniziativa il Gran Consiglio, anche con l'intercessione del vescovo Alberto Badoer, nel 1664 decise di affidare la pratica dell'insegnamento ai chierici regolari di San Paolo comunemente detti barnabiti i quali rimasero tre anni, indi vi ritornarono nel 1674. I religiosi si dedicarono alla formazione lasciando negli anni entusiastiche testimonianze e profonda stima e con un sempre maggior numero di alunni tanto da necessitare nuovi spazi; così nel 1773 fu costruito giusto dall'altra parte della contrada di San Marino, ossia il lato sud dell'attuale piazza Aldo Moro, un edificio destinato ad accogliere la nuova sede di istruzione scolastica.
Forse perché ritenuta vetusta e fatiscente, i Padri nel 1764 affidarono all'architetto Giacomo Zaninelli il progetto per la costruzione di una nuova chiesa la cui cerimonia di posa della prima pietra avvenne nel 1764 alla presenza del vescovo Marcantonio Lombardi e fu elevata sul sedime di una casa Tiraboschi dietro quella più antica. Edificio probabilmente incompiuto che non venne mai aperto al culto, né consacrato e, quindi, non vi venne mai officiata alcuna funzione religiosa.

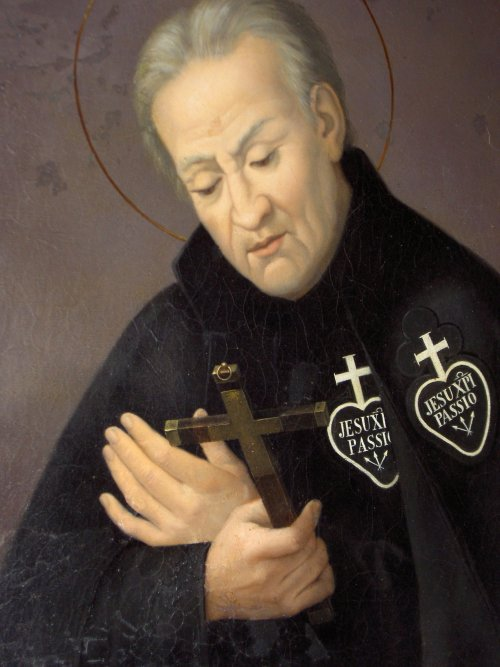
Ritratto di Paolo della Croce.

Fu nella chiesa di San Marino che il conte ventitreenne Paolo Danei maturò la chiamata per dedicarsi alla vita religiosa; nel 1716 si stava recando da Ovada, sua città natale, a Venezia per arruolarsi quale crociato; i turchi, infatti, due anni prima avevano dichiarato guerra alla Repubblica di Venezia per riconquistare la Morea (odierno Peloponneso) e i veneziani si appellarono a papa Clemente XI (e questi ai regnanti cattolici) per organizzare una crociata. Il Danei, giunto in città nell'ultima settimana di carnevale (20 febbraio) ed approfittando del giorno libero lasciato ai soldati in occasione del giovedì grasso, si recava a San Marino per pregare davanti al Santissimo Sacramento qui esposto ed al quale era particolarmente devoto; fu in questa circostanza che maturò quella trasformazione interiore che lo portò ad abbandonare l'idea di dedicarsi alla vita militare per abbracciare quella religiosa che concretizzò perseguendo un cammino spirituale con il nome di Paolo della Croce e fondando la congregazione dei Passionisti.
Un altro fatto ritenuto prodigioso avvenne nel 1747 quando il quadro dedicato all'allora venerabile Antonio Maria Zaccaria si sarebbe illuminato, la mano destra avrebbe benedetto i pochi presenti e il giglio sarebbe caduto sul braccio; evento che servì da testimonianza alla beatificazione avvenuta nel 1891.
I padri barbabiti rimasero in loco fino al 20 novembre 1800 allorché per ordine dell'autorità furono licenziati. Vi ritornarono quattro anni dopo ma a seguito del decreto napoleonico del 25 aprile 1810, che prevedeva la soppressione di tutte le famiglie religiose, furono costretti ad abbandonare definitivamente la città.

### Chiesa sussidiaria e demolizione

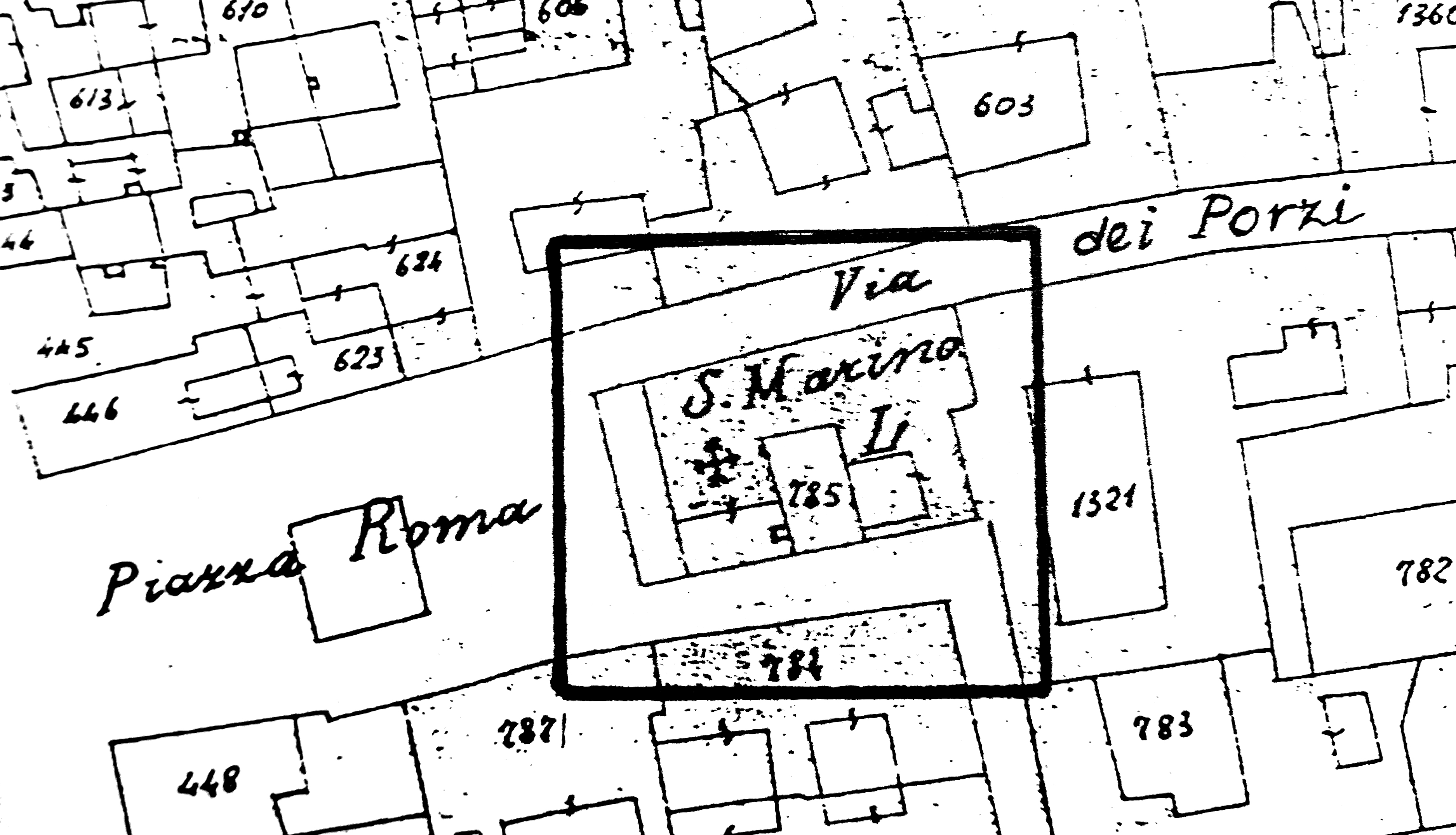
Estratto di una mappa catastale dei primi anni settanta del XIX secolo. Da Santa Maria della Stella in Crema e l'antica chiesa di S. Marino di Giuseppe Facchi. Vi si ravvisa la primitiva formazione della piazza dopo la demolizione dell'edificio settecentesco e l'installazione del monumento.

Dopo alcune controversie, d'accordo con le autorità civili, nel 1841 il Monte di Pietà assegnò la chiesa alla parrocchia di San Benedetto per farne una chiesa sussidiaria. 
Nell'estate del 1868 fu demolita la chiesa settecentesca (mai aperta) per farne una piazzetta e collocarvi il monumento a Vittorio Emanuele II.
Nel 1887 il Comune di Crema propose al Monte di Pietà di acquistare il complesso rimanente per demolirlo e ricavarne un più ampio spazio urbano. Dopo alcune complesse trattative con la Fabbriceria di San Benedetto, che non voleva privarsi di una chiesa sussidiaria, si pervenne ad un compromesso: alla parrocchia di San Benedetto sarebbe stata assegnata la chiesa di Santa Maria Stella di via Civerchi (nella quale, comunque, poteva continuare ad officiarvi il personale religioso dell'Ospedale degli esposti e dei mendicanti) quale compensazione per la perdita di San Marino.
Pertanto, il Comune acquistò per la somma di 2.000 Lire l'area di San Marino, somma che fu in parte impiegata per ampliare la chiesa di Santa Maria Stella. Le opere d'arte e le suppellettili furono trasferite parte in Santa Maria Stella e parte in San Benedetto.

## Caratteristiche
Non ci sono illustrazioni che la mostrano, tuttavia esiste una pianta (a cura dell'ingegner Guanzati, del 1821) che può dare qualche idea sulla dislocazione degli ambienti.
Essa era formata da un atrio che introduceva alla chiesa vera e propria di semplice forma rettangolare con l'unica eccezione di un'apertura lungo la parete destra ove si apriva la cappella di San Gaetano. A lato dell'atrio era posto un portico da cui era possibile accedere ad un corte chiusa sulla quale si affacciava la stanza della congregazione.

### Opere disperse
Il quadro miracoloso raffigurante Sant'Antonio Maria Zaccaria, che si sarebbe illuminato di luce propria e nel quale il santo avrebbe mosso il braccio per benedire, fu realizzato da Tommaso Picenardi (padre di Mauro) ed è ora ospitato presso la sagrestia della chiesa di San Barnaba a Milano.
Molte suppellettili furono trasferite presso la chiesa di Santa Maria Stella in via Civerchi; fu montato in questa sede anche l'organo, di autore ignoto e risalente alla prima metà dell'Ottocento. Sempre in questa chiesa sono state ricollocate la pregevole statua lignea della Madonna Nera e la copia ottocentesca della Mater Divinae Providentiae di Scipione Pulzone (l'originale si trova nella chiesa di San Carlo ai Catinari a Roma). Si ipotizza, ma senza alcuna certezza, che anche il gruppo scultoreo raffigurante la Pietà provenga da San Marino: è stato posto quale pala dell'altare maggiore.

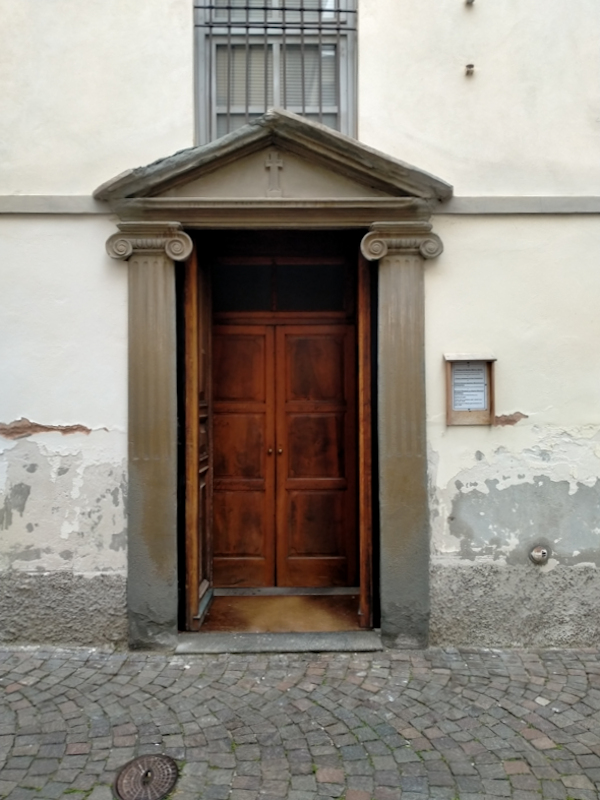
Il portalino di Santa Maria Stella: proviene dalla chiesa di San Marino.
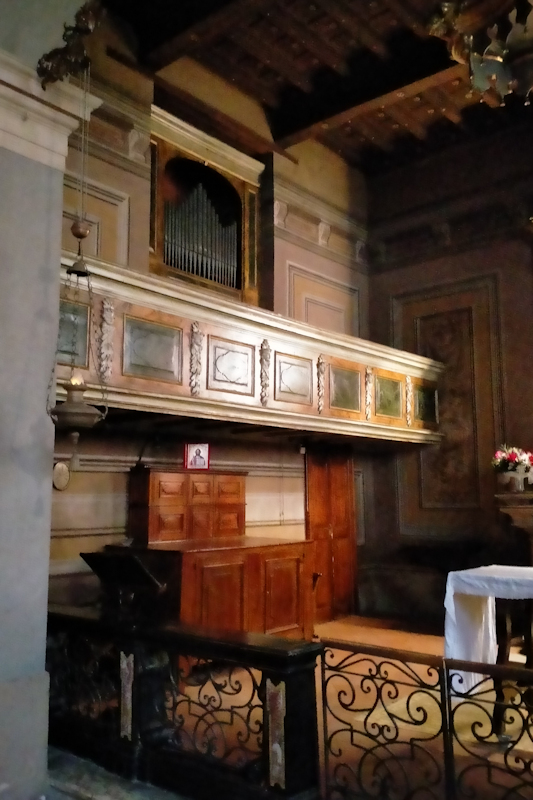
L'organo.
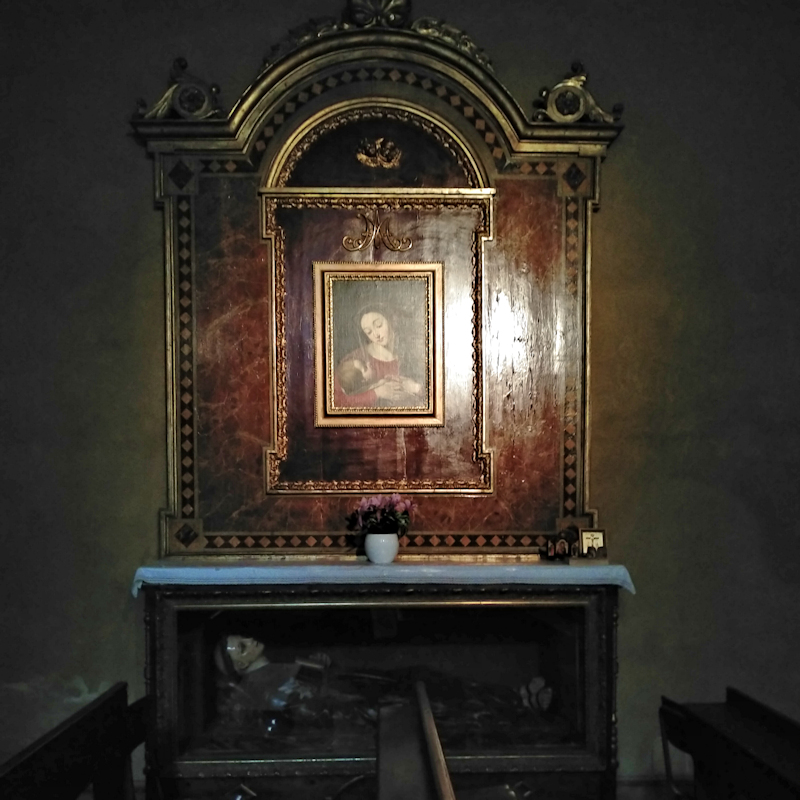
La copia della Mater Divinae Providentiae di Scipione Pulzone.
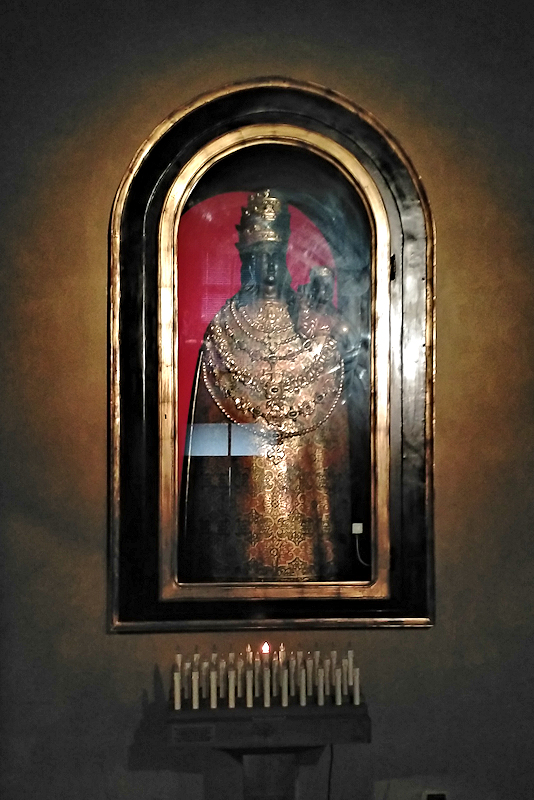
La Madonna Nera.

Nella cappella invernale della chiesa di San Benedetto si trova una serie di quadri santi e patroni dell'ordine dei Barnabiti; cinque di essi sono stati attribuiti al pittore milanese Pietro Maggi: Sant'Alessandro Sauli che riceve la comunione da Sant'Antonio Maria Zaccaria, San Liborio vescovo di Le Mans, San Francesco di Sales, Sant'Antonio di Padova, Sant'Anna; a questi si aggiungono due oli su tela attribuiti a Tomaso Pombioli: Sant'Apollonia e Santa Lucia. 

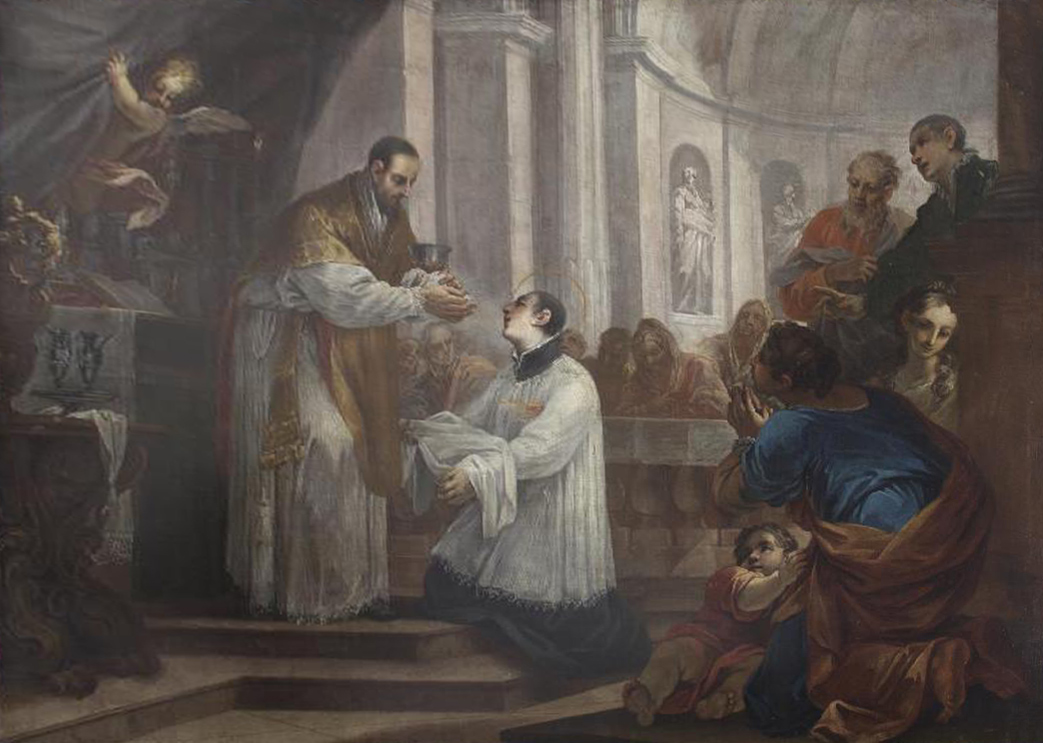
Pietro Maggi (attribuzione), Sant'Alessandro Sauli riceve la comunione da Sant'Antonio Maria Zaccaria, olio su tela, ca. 1700-1724.
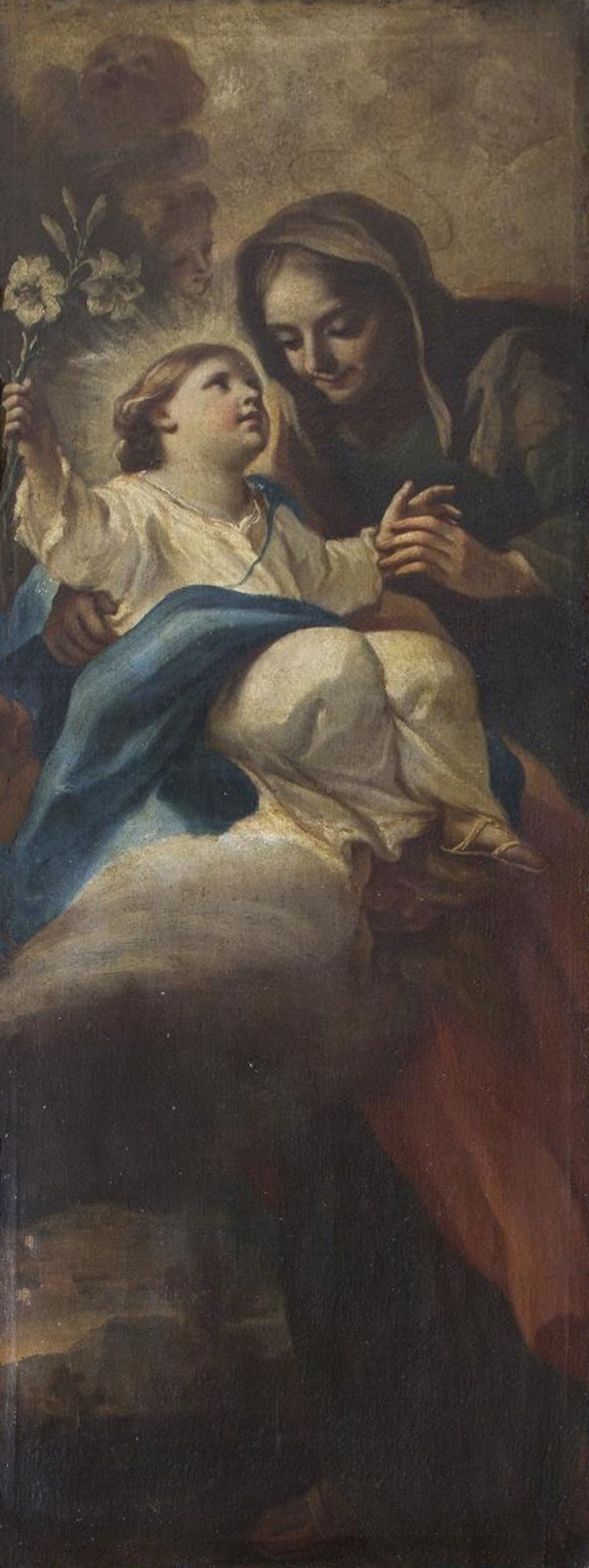
Pietro Maggi (attribuzione),  Sant'Anna e Maria bambina, olio su tela, prima metà del XVIII secolo.
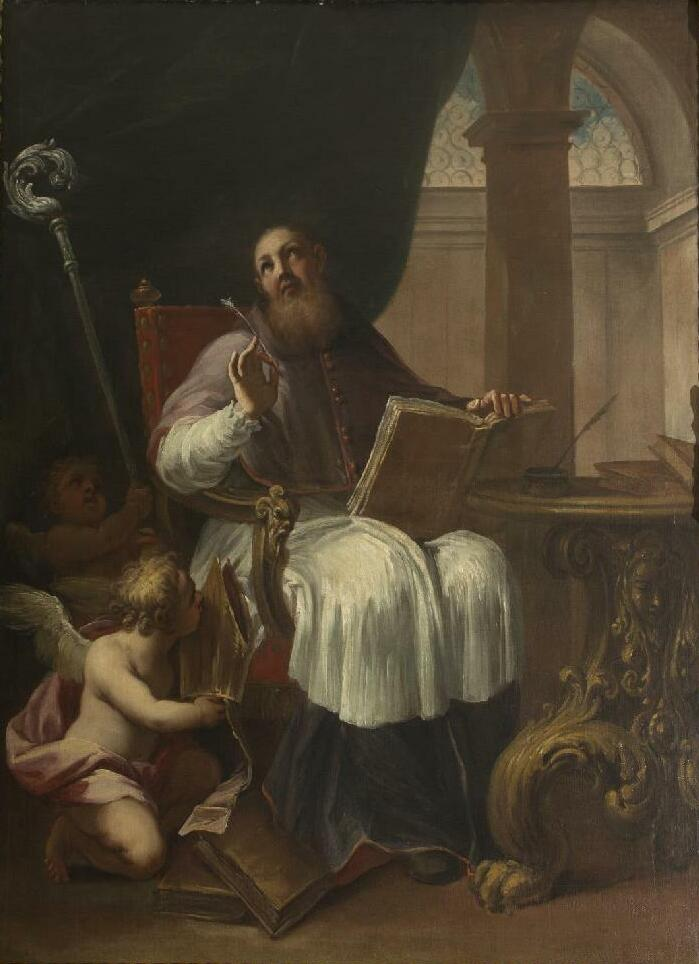
Pietro Maggi (attribuzione),  San Liborio, olio su tela, prima metà del XVIII secolo.
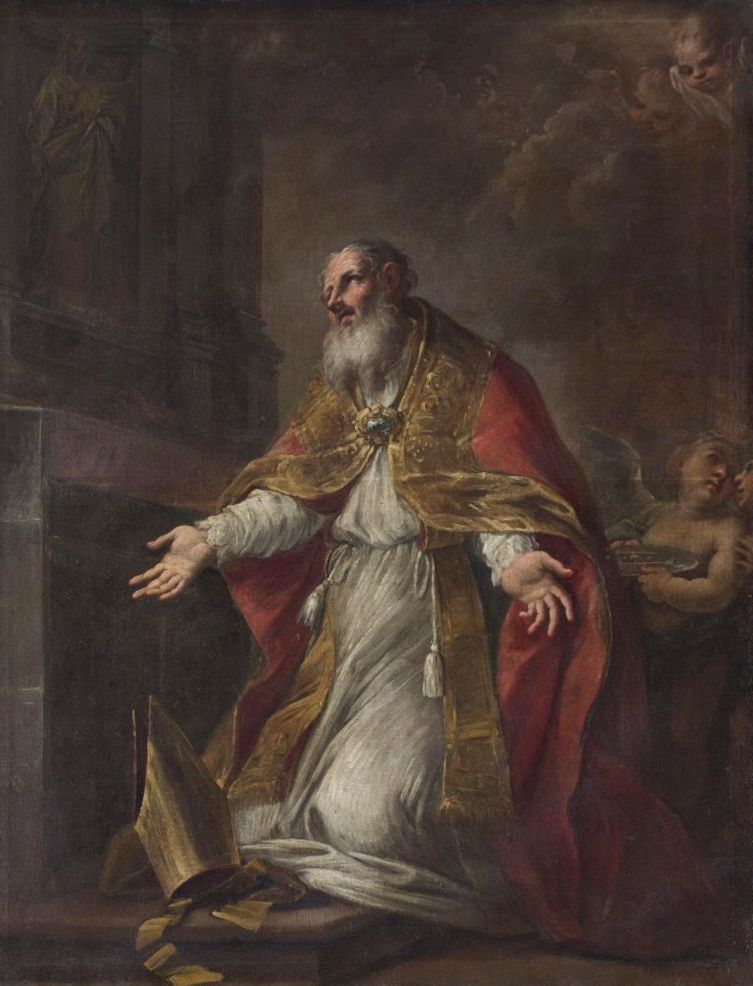
Pietro Maggi (attribuzione),  San Francesco di Sales, olio su tela, prima metà del XVIII secolo.
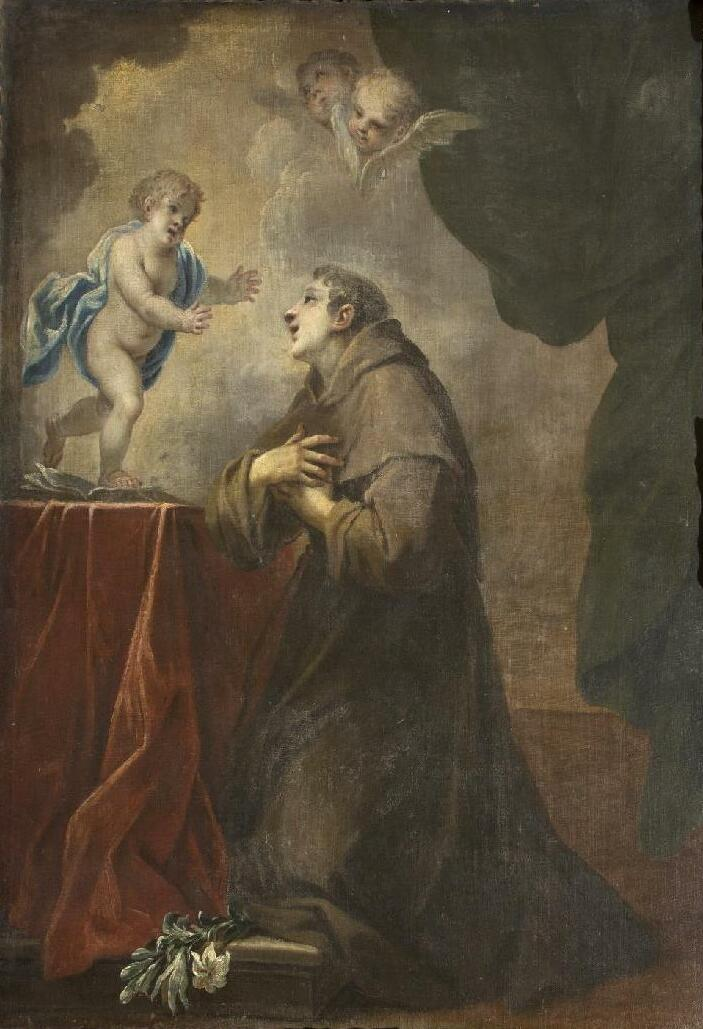
Pietro Maggi (attribuzione),  Sant'Antonio da Padova, olio su tela, prima metà del XVIII secolo.
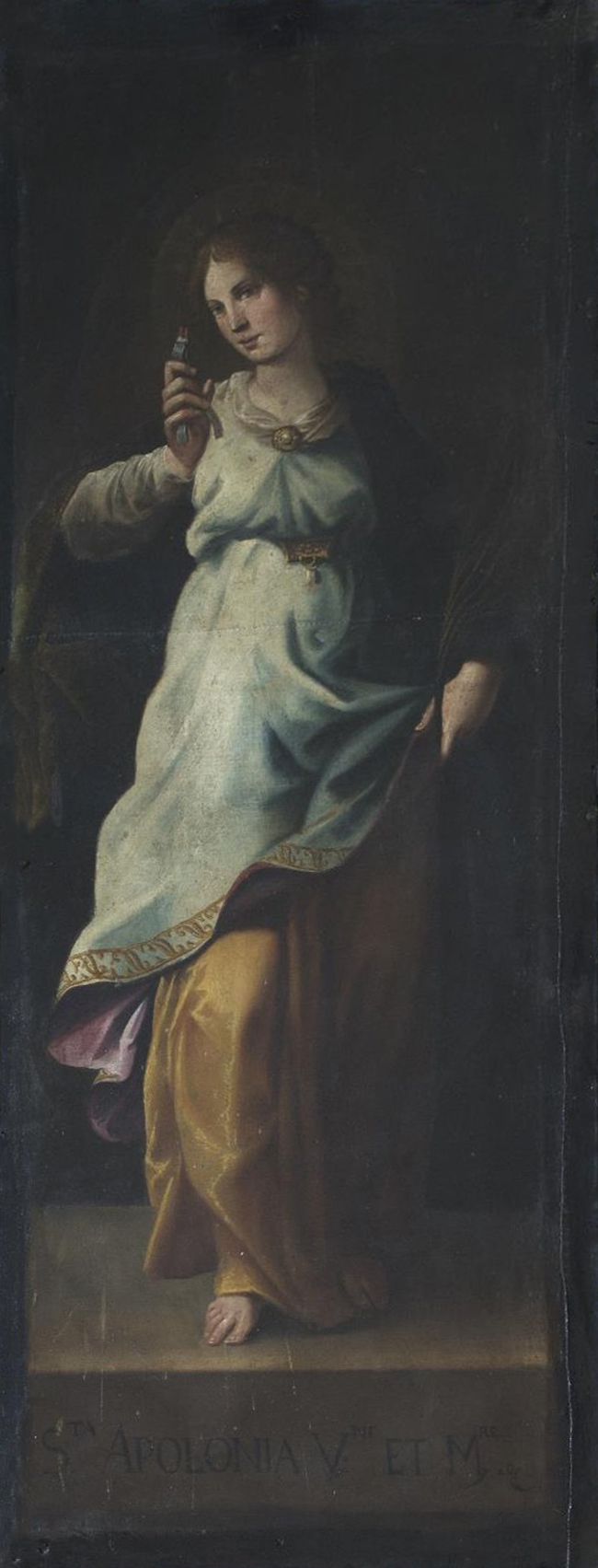
Tomaso Pombioli (attribuzione), Sant'Apollonia, olio su tela, ca. 1615-1624.
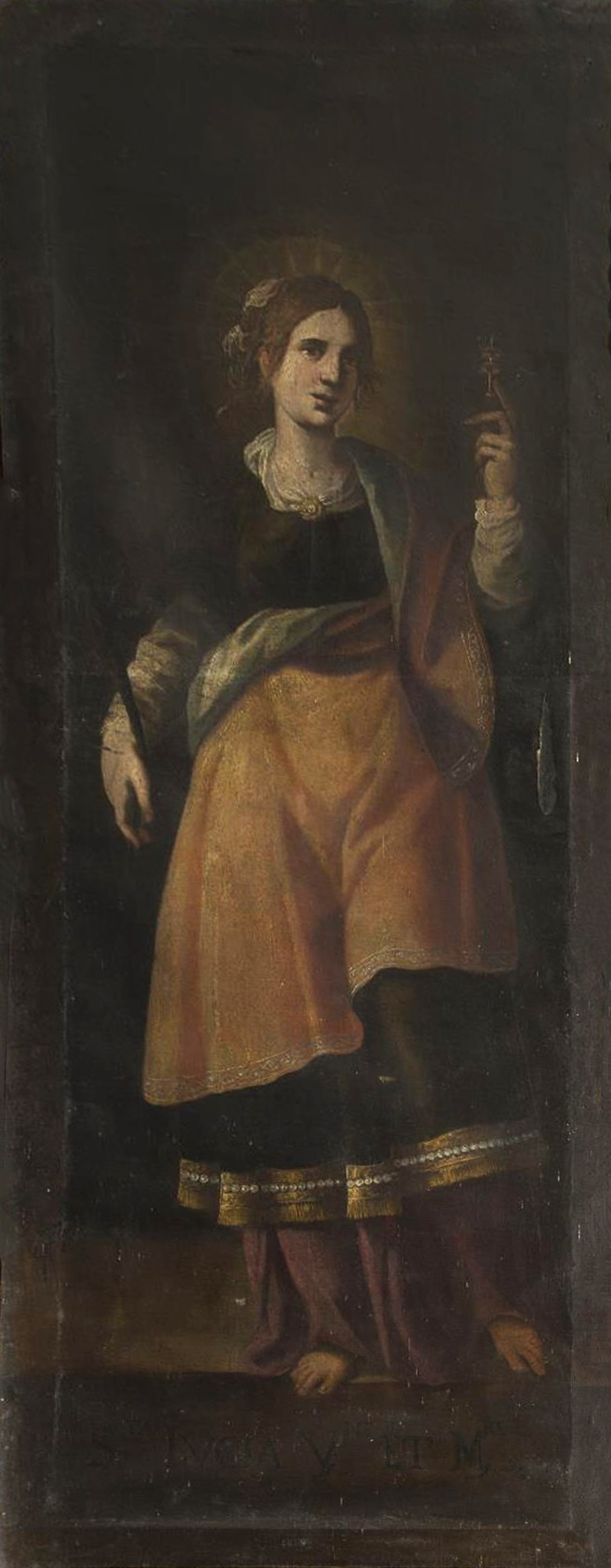
Tomaso Pombioli (attribuzione), Santa Lucia, olio su tela, ca. 1615-1624.

Un'ulteriore tela dedicata a San Carlo si trova ora nella chiesa parrocchiale dell'omonimo quartiere e pure è stata attribuita a Pietro Maggi.

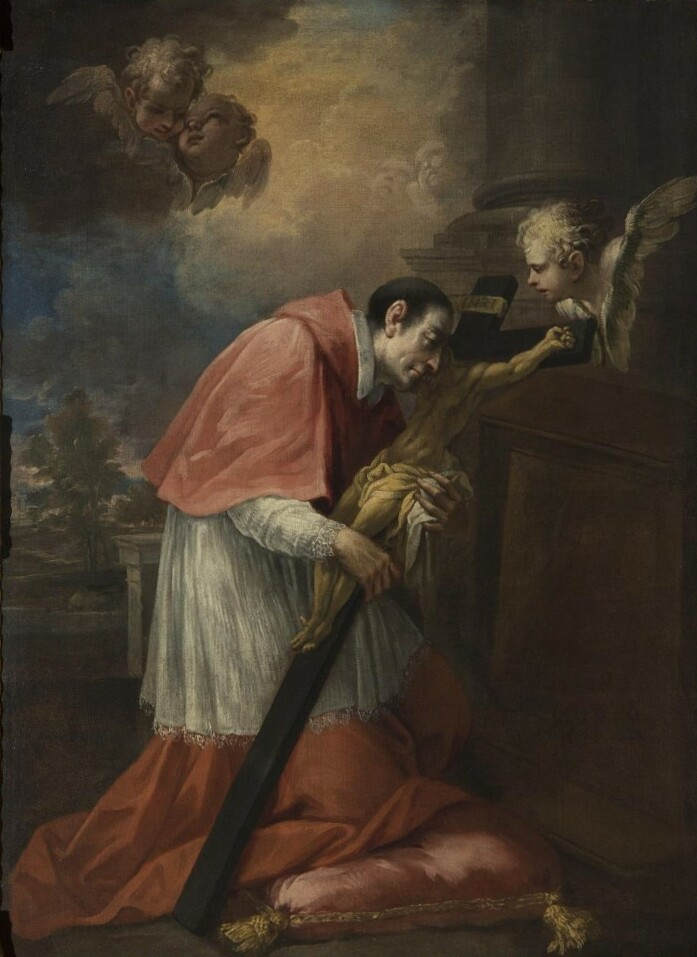
Pietro Maggi (attribuzione), San Carlo Borromeo in adorazione della Croce, olio su tela, prima metà del XVIII secolo.

## La formazione della piazza

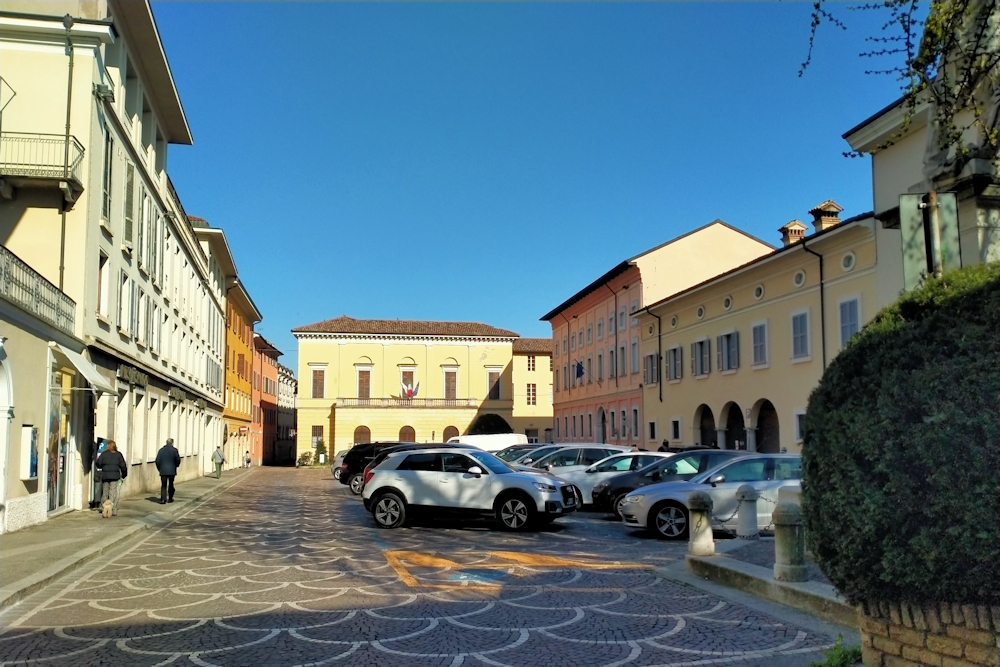
Veduta di piazza Aldo Moro.

La chiesa di San Marino e le sue pertinenze si trovavano tra la Contrada dei Porzi e la Contrada di San Marino; la prima corrisponde al lato nord dell'attuale piazza ed era la continuazione di via Porzi. La seconda identificava il lato sud che proseguiva nel vicolo ancora esistente che sbuca in via del Ginnasio costituendo una forma a “L" rovesciata.
Con la demolizione della chiesa settecentesca, mai aperta al culto, fu creata una prima porzione dell'attuale piazza che fu denominata piazza Roma ai sensi di una delibera della giunta comunale dell'8 ottobre 1870 e sulla quale l'anno successivo, fu inaugurato il monumento a Vittorio Emanuele II.
L'abbattimento della chiesa antica avvenuta nel 1889 determinò la forma attuale. Questa superficie con una delibera del Consiglio comunale dell'11 giugno 1959 fu intitolata piazza Vittorio Emanuele II; l'attuale denominazione risale al 1978 intendendo così ricordare l'onorevole Aldo Moro assassinato dalle Brigate Rosse nella primavera di quell'anno.

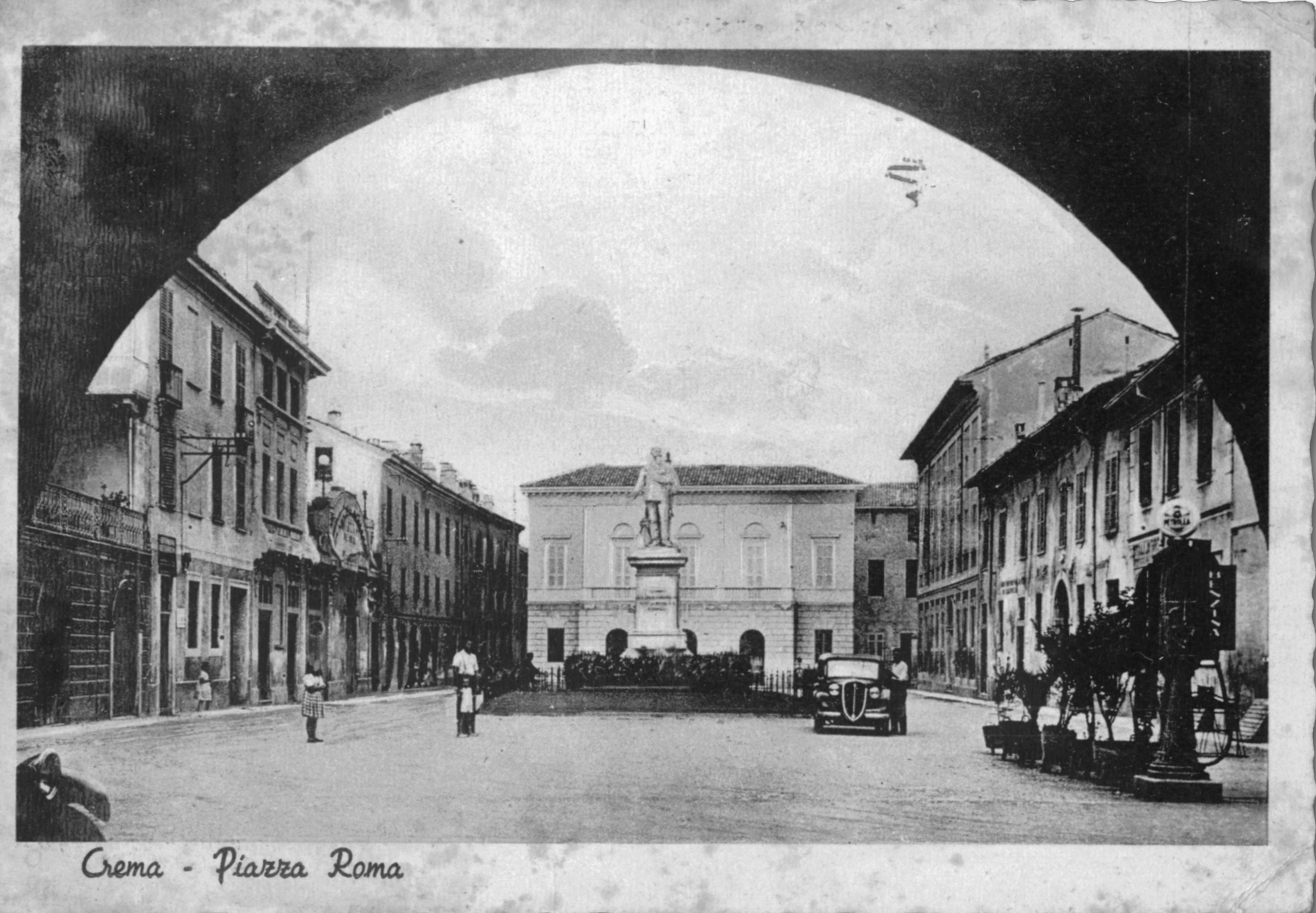
Piazza Roma (odierna piazza Aldo Moro), in una cartolina degli anni trenta.
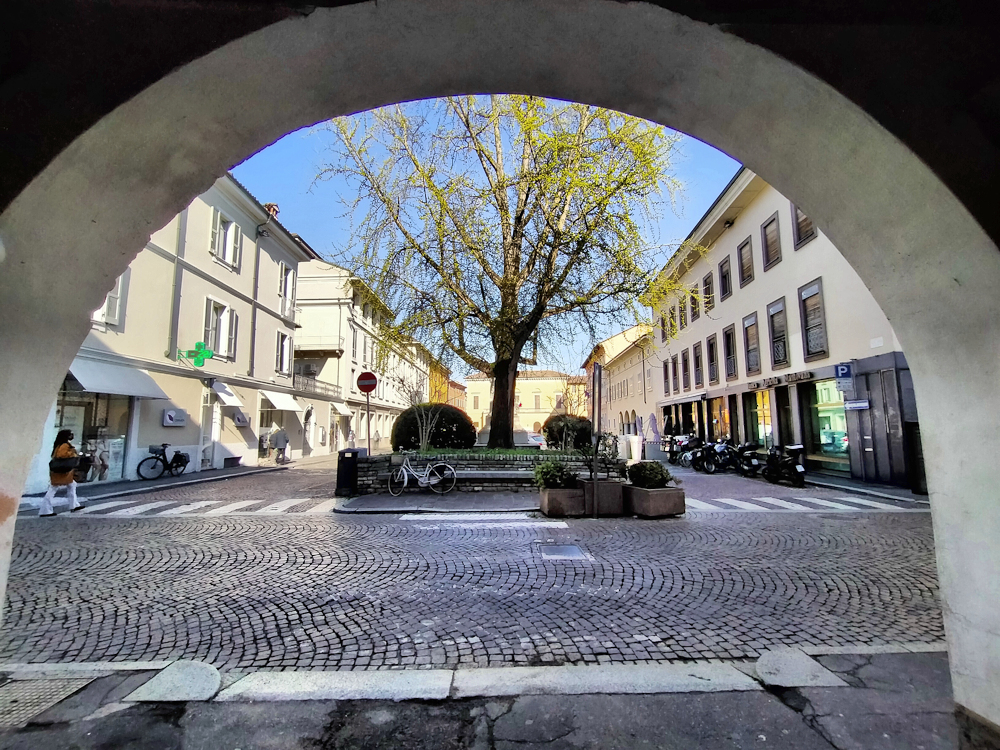
Piazza Aldo Moro dallo stesso punto di ripresa della foto d'epoca.

### Il monumento a Vittorio Emanuele II
Fu inaugurato il 7 agosto 1881 e si tratta di un'opera in marmo di Carrara e granito di Montorfano realizzata dallo scultore Francesco Barzaghi per l'iniziativa nata nel 1878 da Pietro Donati, Paolo Samarani, Giovanni Battista Pivetti, Angelo Bacchetta, Emilio Bruschini, Franco Fadini, Carlo Lovera e Paolo Premoli; il monumento fu gravemente danneggiato nella notte tra l'11 ed il 12 giugno 1946 in un attentato dinamitardo, ma non furono mai accertati gli esecutori; risultando pericolante la statua fu rimossa e i resti furono trasportati nel giardino posteriore dell'ex convento di Sant'Agostino.
Nel 2010 si formò un comitato che si fece promotore per la ricomposizione, il restauro ed il ripristino del monumento in piazza; tali operazioni terminarono nel 2013 e la solenne cerimonia di inaugurazione avvenne il 7 settembre di quell'anno.

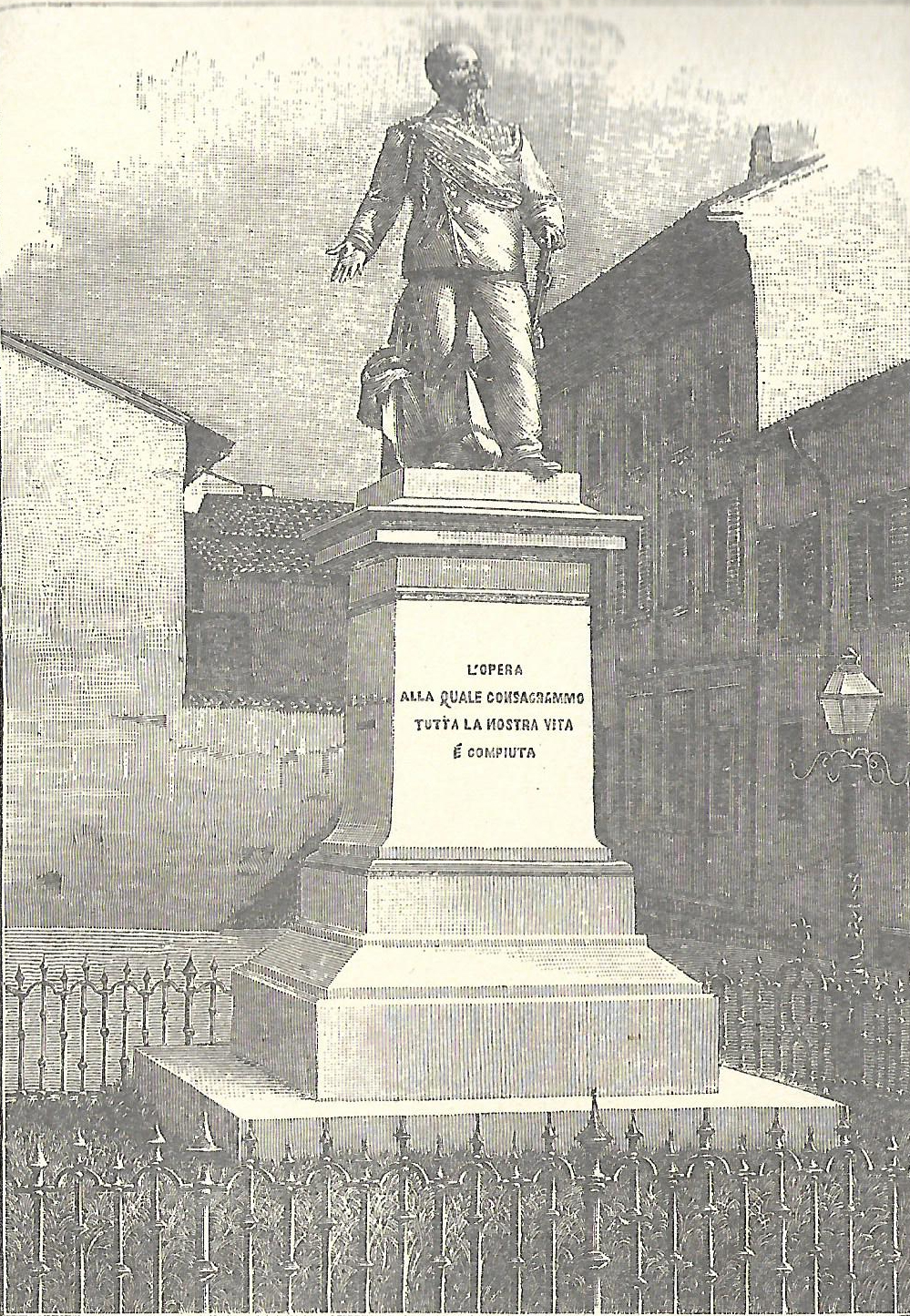
Francesco Barzaghi, Monumento a re Vittorio Emanuele II in un'illustrazione del 1896. Dietro si vede la sede del Ginnasio e una piccola porzione della vecchia chiesa di San Marino.
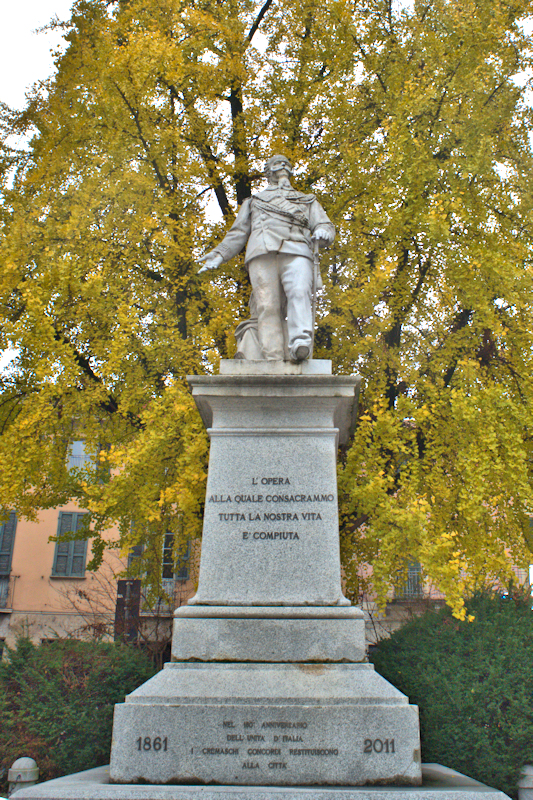
La statua dopo il restauro e la ricollocazione avvenuta nel 2013.

## L'edificio scolastico

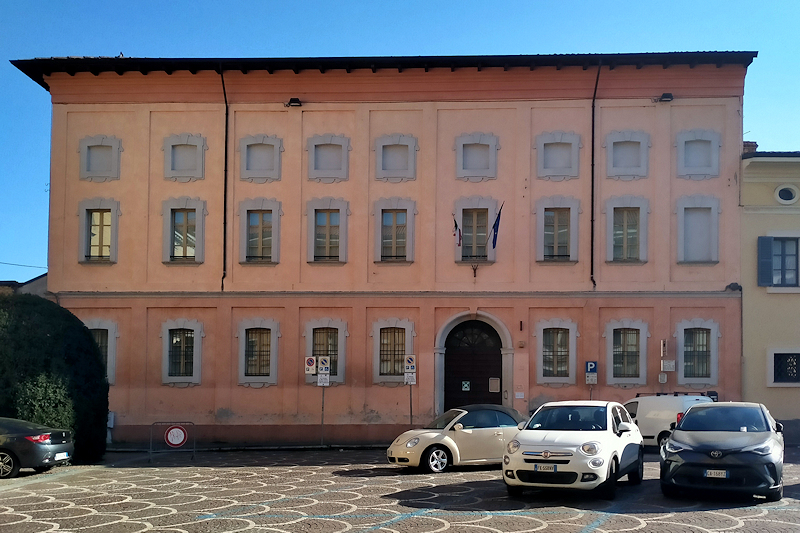
L'edificio che ospita la scuola secondaria di primo grado intitolata a Giovanni Vailati.

Il palazzo voluto dai padri barnabiti per ottenere più spazi per ospitare l'accresciuto numero di alunni fu inaugurato nel 1773, ma i padri dovettero abbandonare il loro ruolo nel 1810. L'edificio, comunque, proseguì ad essere destinato a luogo di formazione; tuttavia, secondo un progetto dell'ingegner Luigi Massari, nel 1821 si pensò di modificarne gli spazi interni e di allargare il complesso. La facciata rimase sostanzialmente la stessa salvo l'eliminazione degli stucchi.
I lavori durarono tre anni e durante questi lavori la scuola fu temporaneamente ospitata nell'ex palazzo Benzoni-Frecavalli, quindi l'edificio fu destinato a sede del Ginnasio.
Verso la metà dell'Ottocento ne era direttore il professor Giovanni Solera, sacerdote e letterato, che nel 1854 istituì una prima biblioteca ad uso interno la quale, nel 1863, fu trasferita presso il palazzo comunale e aperta al pubblico; la biblioteca nel 1876 ritornò nella sede del Ginnasio e vi rimase, occupandone gran parte del primo piano, fino al 1933. 
Dal 1864 vi ebbe sede la Scuola Serale Popolare e nel 1889 il Ginnasio fu dedicato al giurista Alessandro Racchetti. La scuola nel 1962 fu trasferita nel nuovo complesso scolastico sorto nell'isolato tra via Stazione, viale Santa Maria della Croce e via Ugo Palmieri (oggi Istituto di Istruzione Superiore "Racchetti-Da Vinci") mentre nei locali lasciati liberi vi trovò posto la scuola media (oggi scuola secondaria di primo grado) che fu intitolata al matematico Giovanni Vailati.
Sopra l'ingresso è ancora possibile vedere i simboli dei padri barnabiti: una croce coronata tra le lettere A e P (Paulus Apostulus), ossia il monogramma dei chierici regolari di San Paolo.

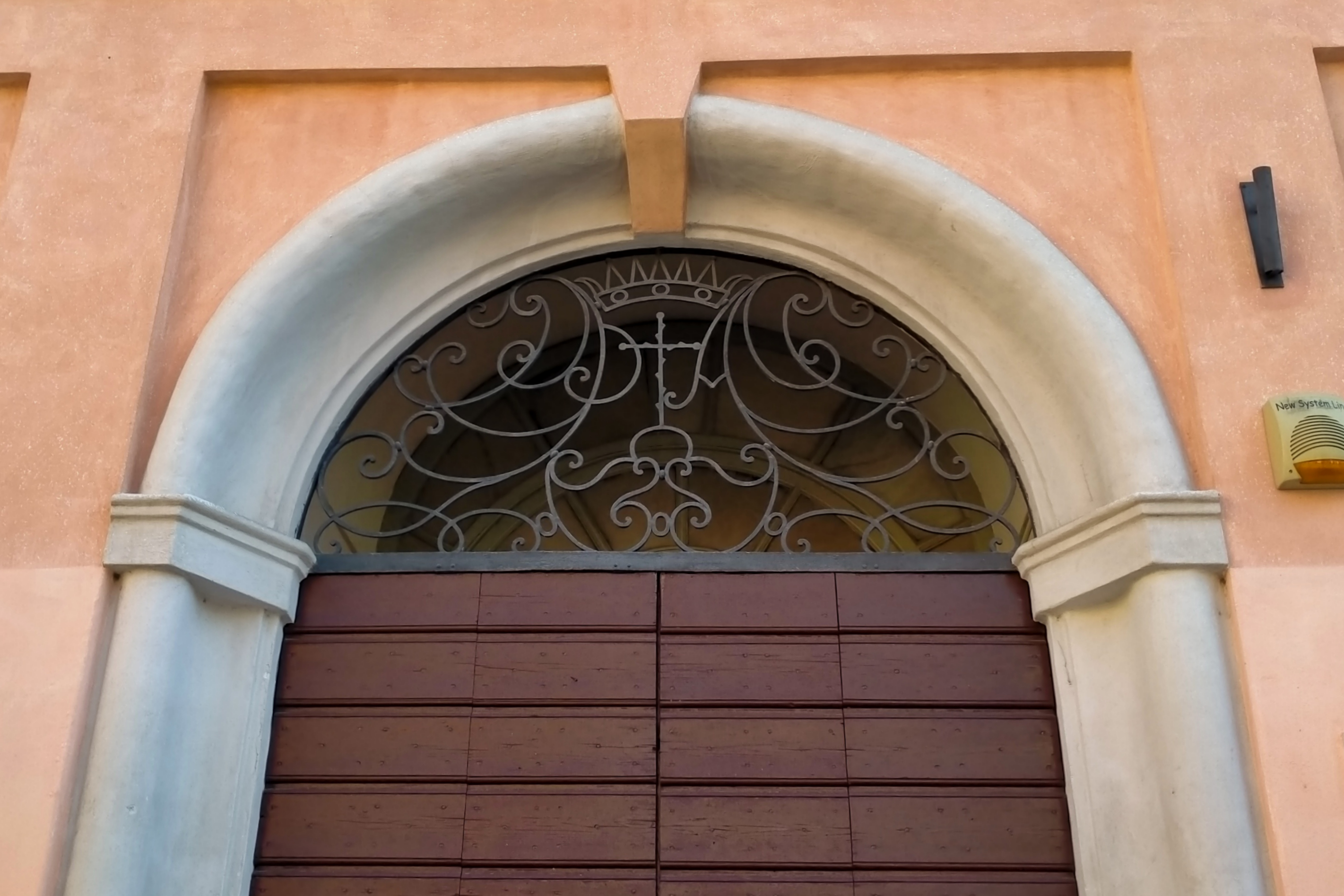
L'ingresso dell'edificio scolastico, sopra il quale si vedono ancora i simboli dei padri barnabiti.
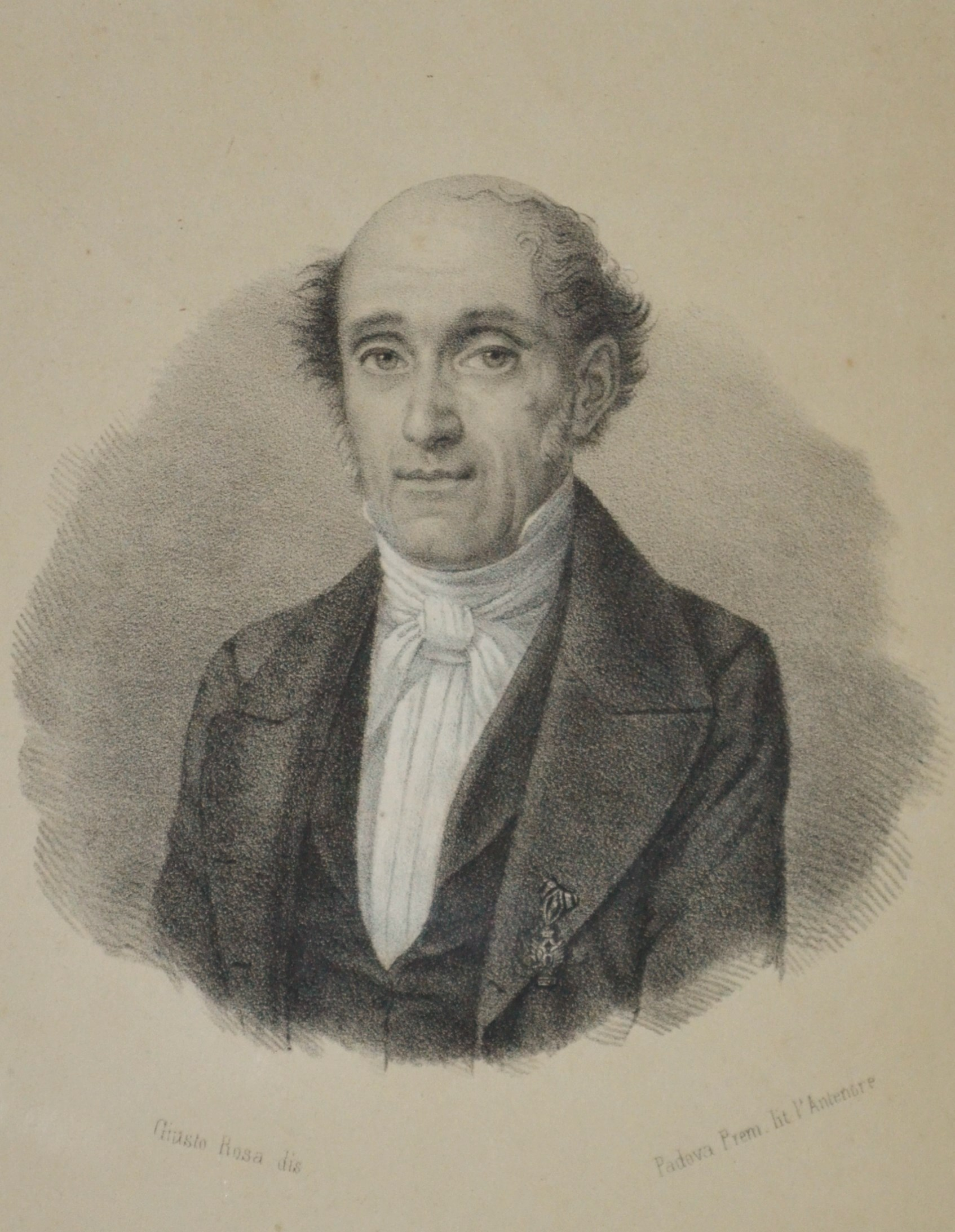
Alessandro Racchetti.
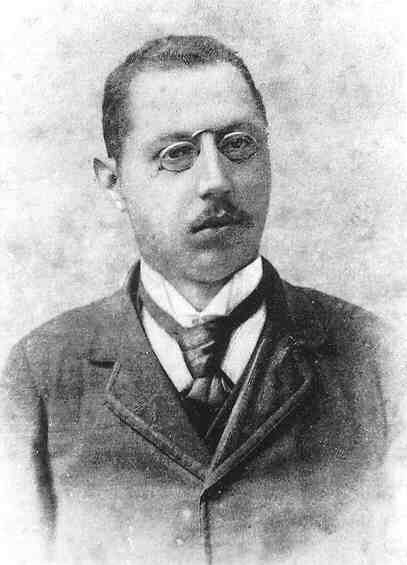
Giovanni Vailati.